# Бійня у Джаліанвала-багх
31°37′14″ пн. ш. 74°52′50″ сх. д. / 31.620555555556° пн. ш. 74.880555555556° сх. д.
Бійня у Джаліанвала-багх (англ. Jallianwala Bagh massacre), або Амрітсарська бійня (англ. Amritsar massacre, пенджаб. ਜਲ੍ਹਿਆਂਵਾਲਾ ਬਾਗ਼ ਹਤਿਆਕਾਂਡ, гінді जलियांवाला बाग़ हत्याकांड, урду جليانوالہ باغ ہتياکانڈ, Jallianwala Bāġa Hatyākāṇḍ) — розстріл демонстрації мирних жителів у Амрітсарі (Британська Індія) колоніальними військами Британської імперії 13 квітня 1919 року.
В день Вайсакхі 50 солдатів під командуванням бригадного генерала Реджинальда Даєра без попередження відкрили вогонь по зібранню мирних жителів у парку Джалліанвала в центрі міста. Серед тих, хто зібрався, значну частину складали жінки та діти. Більшість у Британії вважали Даєра героєм, окрім цього він був нагороджений значною грошовою премією.
Число жертв, згідно з британськими підрахунками, сягало 379 вбитих (з них 40 дітей, наймолодшому було лише шість тижнів) і 1100 поранених. Британці на офіційному рівні відмовились публічно вибачитись за свій колоніальний злочин. Індійський Національний Конгрес оголосив про 1000 вбитих і 1500 поранених.